# STS-42
STS-42 — сорок пятый полёт космического корабля Спейс шаттл, четырнадцатый полёт шаттла «Дискавери». В ходе полёта был проведён ряд экспериментов в космической лаборатории «Спейслэб».

## Экипаж
- (НАСА): Роналд Грейб (3)[3] — командир;
- (НАСА): Стивен Освальд (1) — пилот;
- (НАСА): Норман Тагард (4) — специалист полёта 1;
- (НАСА): Дейвид Хилмерс (4) — специалист полёта 2;
- (НАСА): Уильям Редди (1) — специалист полёта 3;
- (ККА): Роберта Бондар (единственный) — специалист по полезной нагрузке 1;
- (ЕКА): Ульф Мербольд (2) — специалист по полезной нагрузке 2.

Впервые с 1985 года в экипаж Спейс шаттла вошли двое иностранцев: канадка Роберта Бондар и немец Ульф Мербольд. Роберта Бондар стала первой канадской женщиной-космонавтом.
Международный экипаж был поделён на красную и синюю команды для проведения экспериментов по адаптации нервной системы человека к условиям невесомости.

## Итоги миссии
Экипаж шаттла провёл более 40 научных экспериментов в области материаловедения, медицины и биологии, а также два военно-прикладных эксперимента для министерства обороны США. Главной задачей экспериментов было изучение воздействия низкой гравитации на живые организмы, чтобы получить оценку, насколько вероятно избегать генетических изменений в пилотируемых межпланетных полётах.
Биологические эксперименты включали в себя проверку адаптации астронавтов к невесомости, исследования изменений в вестибулярном аппарате, проверка работы зрения и слуха подвергающихся воздействию космического излучения.
Один из опытов в области растениеводства показал, что во время космического полёта семена прорастают быстрее, чем на Земле.
Миссия была продлена на один день, что позволило в большем объёме осуществить эксперимент по выращиванию кристаллов йодида ртути.

## Галерея

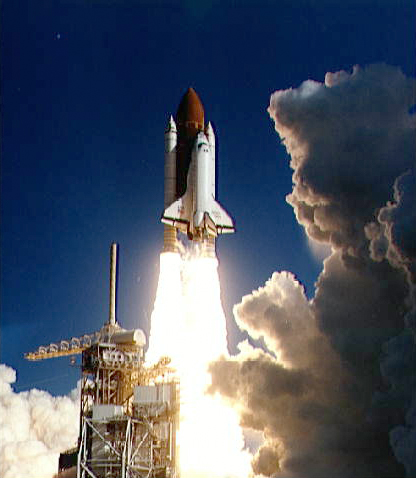
Старт челнока «Дискавери»
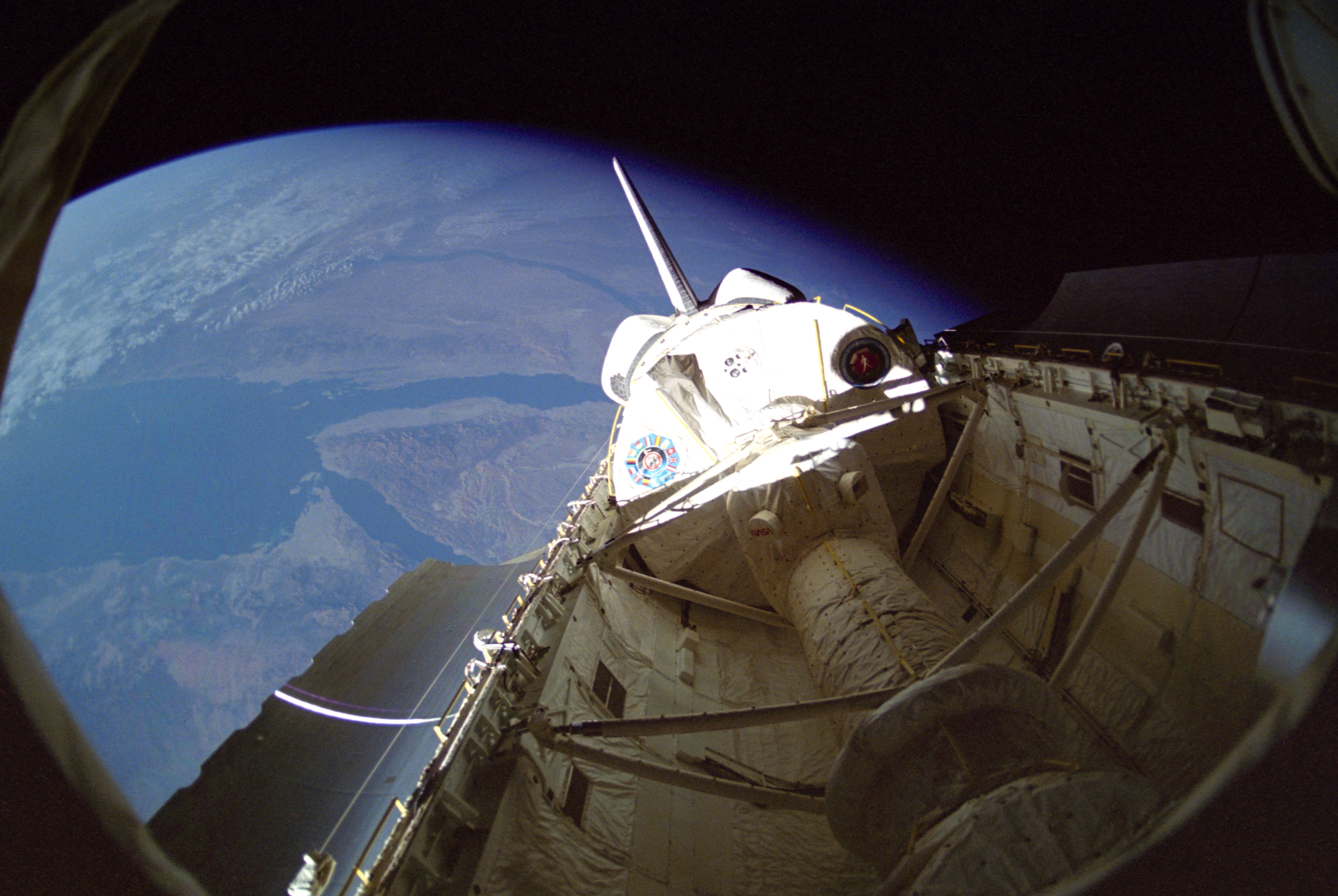
«Спейслэб» в грузовом отсеке «Дискавери»
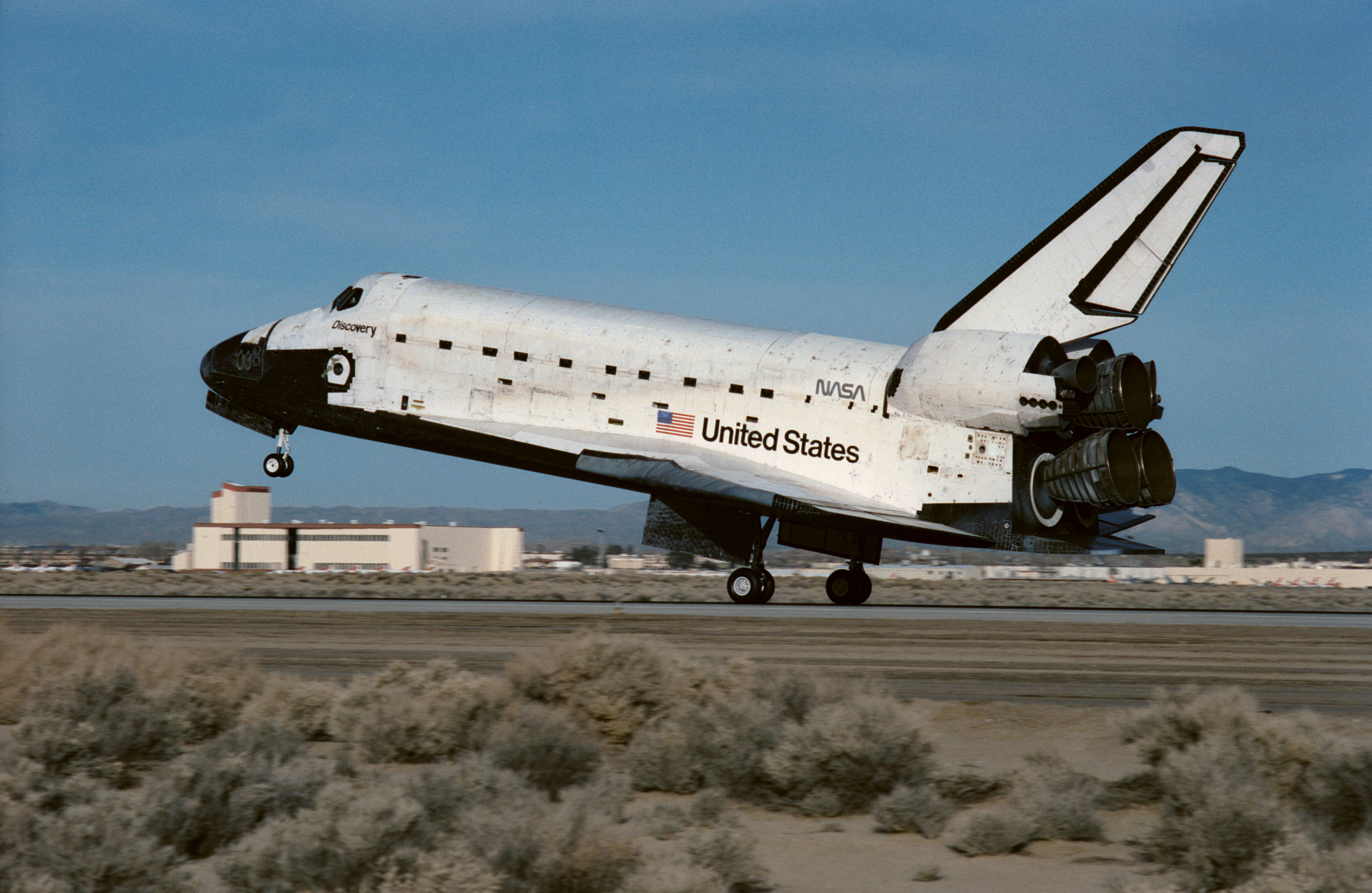
Окончание миссии STS-42: посадка шаттла на авиабазе Эдвардс